# لون استار (کشتی یدککش)
لون استار (کشتی یدککش) (به انگلیسی: Lone Star (towboat)) یک کشتی است که طول آن ۶۸٫۴ فوت (۲۰٫۸ متر) می‌باشد.